# モバイルインフォメーションダイナミックス
モバイルインフォメーションダイナミックス株式会社は、インターネット上の情報を携帯端末に提供するための会社であった。